# Ури Гелер
Ури Гелер (Тел Авив, 20. децембар 1946) је израелски илузиониста, мађионичар, ТВ личност и самопроглашени видовњак. Познат по савијању кашика и другим илузијама. Користи трикове да симулира ефекте телекинезе и телепатије, тврди да су његове моћи стварне. Током своје четрдесетогодишње каријере као забављач је гостовао у доста емисија и наступао у многим државама.

## Приватни живот
Гелер је рођен 20. децембра 1946. у Тел Авиву, који је тада био део Британског мандата над Палестином. Тврди да је далеки рођак Сигмунда Фројда са мајчине стране. Када је имао 11 година његова породица се преселила на Кипар у Никозију где је похађао средњу школу и научио енглески језик. Са 18 година је служио војни рок у Израелу, повређен је 1967. током Шестодневног рата.
Крајем 60-их година је почео да ради као забављач у ноћним клубовима пред мањом публиком након чега је постао познат у Израелу. Уследили су наступи на разним локацијама у Израелу да би током 70-их постао познат у САД и Европи, у том периоду је био на врхунцу каријере. Тада је привукао пажњу научника који су хтели да испитају његове способности.

## Каријера
Гелер је привукао пажњу након што је на телевизији демонстрирао наводну телекинезу, телепатију и радиестезију. На својим наступима је савијао кашике, објашњавао скривене цртеже и чинио да сатови стану или раде брже. Гелер је рекао да је ове ствари радио помоћу снаге жеље и ума. Мађионичари и скептици су нагласили да је Гелер ухваћен како вара на својим наступима и да се његове изведбе моги копирати мађионичарским триковима.
Гелер је своју прву аутобиографију, Моја прича објавио 1975. и у њој признао да је на почетку своје каријере користио мађионичарске трикове да би његови наступи трајали дуже, на то је пристао под утицајем менаџера. Трик се састојао од погађања регистарских бројева гледалаца које је Гелер унапред знао јер би му менаџер рекао.
Један од Гелерових најпознатијих критичара је скептик Џејмс Ранди, који је оптужио Гелера да покушава да представи мађионичарске трикове као паранормалне активности. Ранди је написао књигу Истина о Урију Гелеру у којој се супротстављао Гелеровим тврдњама. Често је и копирао Гелерове перформансе користећи мађионичарске трикове.
Средином 80-их Гелер је био мултимилионер, тврдећи да се бави минералном радиестезијом за рударске компаније по цени од 1 000 000£.
Гелер је глумио у филму Санитаријум (2001).
2002. је учествовао у британском ријалити шоуу Ја сам позната личност… извуците ме одавде!.
2007. је био водич у израелском ријалити шоуу Наследник где су учесници приказивали наводне натприродне моћи. Израелски мађионичари су критиковали програм тврдећи да су све то били трикови.
2008. је био водич ТВ програма Следећи Ури Гелер који се приказивао у Немачкој. касније исте године је сличан програм емитован у Холандији, затим у Мађарској где Гелер наводно покреће заустављене сатове, помера столове и изводи његове остале наступе.
2009. поново сличан шоу, овај пут емитован у Грчкој.

## Паранормалне тврдње
Гелер тврди да су његови успеси резултат паранормалних моћи које су му дате од стране ванземаљаца, али критичари као што је Џејмс Ранди су рекли и доказали да се Гелерови наступи могу копирати триковима.
Док је био под хипнозом, Гелер је рекао да је послат на Земљу од стране ванземаљаца са свемирског брода удаљеног 53 000 светлосних година. Касније је порекао ове тврдње али је додао да посотоји мала шанса да неке од његових моћи имају везе са ванземаљцима.
Парапсихолог Андрија Пухарић ког је Гелер упознао 1971. тврди да је Гелер телепортовао пса кроз зид његове куће. Мартин Гарднер, амерички писац научних текстова, рекао је да ни један експерт за превару није био сведок и да стога не треба Пухарића схватити озбиљно. Пухарић је у својој биографији навео да је Гелер комуницирао са суперинтелигентним компјутерима из свемира. Компјутери су наводно слали поруке упозорења упућене човечанству упозоравајући на катастрофу која ће нас погодити ако не променимо начин живота.
Многи научници, мађионичари и скептици су предложили начине којима би Гелер могао да обмане публику. Међу ове критичаре спадају и Ричард Фајнман, Џејмс Ранди и Мартин Гарднер који су његове демонстрације ословили као преварантске осим у забављачком послу. Ричард Фејнман, добитник Нобелове награде за физику, који је био мађионичар аматер написао је у својој књизи да Гелер није могао да савије кључ за њега и његовог сина.
Неке од његових тврдњи су произвођачи сатова описали као једноставно рестартовање заустављеног механичког сата његовим померањем.
Гелер је познат по својим спортским прогнозама. Током европског првенства у фудбалу 1996. на утакмици између Шкотске и Енглеске на Вемблију, Гелер, који је летео изнад стадиона у хеликоптеру, наводно је успео да помери лопту са пенал тачке када је Шкотска требало да изведе ударац. Пенал је одбрањен и Шкотска је изгубила 2-0.
1992. Гелера су питали да се придружи истрази за киднапованим мађарским моделом, предвидео је да ће бити нађена жива и здрава, али никада није нађена и верује се да је убијена.
Гелер је био пријатељ британског спортисте Бруса Бурсфорда коме је помагао да тренира свој ум током припрема за постављање бициклистичких рекорда током 1990-их година.
Током једног сегмента у ТВ програму "Наследник" Гелер је померио компас, наводно користећи своје моћи, касније су критике приметиле да се на успореном снимку види да Гелер има магнет причвршћен за палац непосредно пре него што се магнет померио. Гелер је рекао да није била у питању добра моторика већ мистична аура коју је добио публицитетом. Исти трик је извео 2000. године у америчком ток-шоуу, који је касније био копиран од стране Рандија на истом месту недељу дана касније.
2007. скептици су приметили да је Гелер наизглед одустао од неких тврдњи да не изводи мађионичарске трикове. Ранди је скренуо пажњу на цитат из немачког магазина где Гелер каже да више неће говорити како има натприродне моћи већ да је забављач који хоће да направи добар шоу и да се његов комплетан карактер променио. Касније је другом немачком магазину рекао да он само више неће говорити како има натприродне моћи, што не значи да их нема. Такође је рекао да су скептици изопачили да звучи као да је он признао да је мађионичар што он никад није рекао.
У ТВ програму "Следећи Ури Гелер" је рекао како нема натприродне моћи, након чега је намигнуо камери.
У марту 2019. је написао отворено писмо Терези Меј у ком је рекао да ће јој телепатски забранити да изведе Британију из Европске уније и да треба да му верује да је способан да то изведе.

## Ауторска права
У новембру 2000. Гелер је тужио компанију Нинтендо за 60 000 000£ због једне Покемон врсте Кадабра, за коју је тврдио да је неовлашћена апроксимација његове личности. Спорна Покемон врста има видовњачке способности и са собом носи савијену кашику. Гелер тврди да звезда на челу и муње на стомаку Покемона симболизују Вафен-СС бивше Нацистичке Немачке. Такође су и катакане Гелера (ユリゲラー) и спорне врсте (ユンゲラー) визуелно врло сличне. Покемон аниме директор је потврдио да се картице ове покемон врсте неће више производити, последња серија картица која је садржала ову врсту је издата 2002/2003.
Захтевао је од Јутјуба да уклоне снимак у ком се садржи исечак Гелер не успева да изведе наступ.

## Научна испитивања
Гелерови наступи где копира цртеже или савија есцајг се углавном одвијају на телевизијама. На почетку каријере је дозвољавао неким научницима да испитају његове тврдње. Једном таквом приликом Гелер је био изолован и тражили су од њега да копира цртеже из друге просторије. Експериментом се доказало да је довољно добро копирао цртеж да би продужио истраживање. Овај феномен је добио назив Гелеров ефекат.
У својој књизи Енциклопедија тврдњи, превара и фарси окултног и натприродног, Ранди је написао да су научници који су испитивали Гелера били свесни да их је барем једном приликом преварио помоћу мађионичарског трика. Такође је написао да су њихови протоколи за ово истраживање били неадекватни. Критике су скренуле пажњу на чињеницу да су научници који су испитивали Гелера веровали у паранормалне моћи и да га нису добро претресли пре експеримента. Психолог Чарлс Едвард Марк Хансел и скептик Пол Курц су рекли да су експерименте били лоше осмишљени и склони преварама.
Критиковању експеримента су се придружили парапсихолози Дејвид Маркс и Ричард Каман који су нашли доказе да је Гелеру било дозвољено да вири кроз рупу на зиду у собу где се налазио цртеж који треба да копира, поред тога, Гелер је преко двосмерног комуникатора могао да слуша разговор научника који су дискутовали који ће му цртеж поставити. Ови пропусти су доказали да је потребно да при тестирању видовњака буде пристуан експерт у разоткривању разних трикова који могу да поремете истраживање. Маркс је након испитивања резултата рекао да ни једна од Гелерових паранормалних тврдњи није тестирана у у контролисаним условима, додао је да Гелер нема никакве натприродне моћи, али да је веома лукав и увежбан мађионичар.

## Власништво
У фебруару 2009. Гелер је купио ненасељено острво недалеко од источне обале Шкотске раније познато по суђењу вештицама и плажама за које се прича да је Роберт Луис Стивенсон описао у свом роману "Острво са благом". Гелер тврди да је на острву закопано египатско благо које је донела тутанкамонова полусестра Скота пре 3500 година. Рекао је да ће наћи благо помоћи редиестезије и да је појачао мистичне моћи острва тако што је на острву закопао кристалну куглу која је некад припадала Алберту Ајнштајну